# Peter Acht
Peter Acht (* 11. Juni 1911 in Marggrabowa, Ostpreußen; † 7. Mai 2010 in Regensburg) war ein deutscher Diplomatiker und Historiker.

## Leben
Peter Acht besuchte das Realgymnasium in Geisenheim im Rheingau. Nach dem Studium der Geschichte und der Lateinischen Philologie in Frankfurt am Main, am Österreichischen Institut für Geschichtsforschung in Wien und in Gießen wurde er 1936 an der Universität Gießen mit der von Theodor Mayer betreuten Arbeit Studien zum Urkundenwesen der Speyerer Bischöfe im 12. und Anfang des 13. Jahrhunderts zum Dr. phil. promoviert. Acht war Mitglied der katholischen Studentenverbindungen KDStV Badenia (Straßburg) Frankfurt am Main (1929) und KDStV Tuiskonia München (1983), beide im CV. Acht war Mitglied in der NSDAP. Seine akademischen Lehrer waren Hans Hirsch und Theodor Mayer. In Wien befreundete er sich mit Heinrich Appelt und Hans Goetting.  Von 1935 bis 1952 arbeitete Acht im Archivdienst, seit 1948 war er Staatsarchivrat am Bayerischen Hauptstaatsarchiv in München. Außerdem war er wissenschaftlicher Mitarbeiter der Hessischen Historischen Kommission Darmstadt. Unter der Betreuung von Johannes Spörl habilitierte er sich 1950 in München im Fach Mittlere Geschichte und Historische Hilfswissenschaften mit einer maßgeblichen Arbeit über die Traditionen des Klosters Tegernsee. 1952 schied er aus dem Archivdienst aus und wurde als Nachfolger von Rudolf von Heckel außerordentlicher Professor. 1959 wurde Acht ordentlicher Professor für Geschichtliche Hilfswissenschaften an der Ludwig-Maximilians-Universität München. 1976 wurde er emeritiert.

## Wirken
Acht hat zahlreiche wissenschaftliche Arbeiten zu den Historischen Hilfswissenschaften und zur Diplomatik publiziert, insbesondere in der Reihe der Münchener Historischen Studien. Außerdem bearbeitete er Quelleneditionen.
Er war Mitglied der Deutschen Kommission für die Bearbeitung der Regesta Imperii der Akademie der Wissenschaften und der Literatur Mainz sowie Mitglied der Kommission für bayerische Landesgeschichte bei der Bayerischen Akademie der Wissenschaften. Er trieb in diesen Funktionen die Regesten Ludwigs des Bayern im Rahmen der Regesta Imperii und die Edition der Bayerischen Traditionsbücher im Rahmen der Quellen und Erörterungen zur Bayerischen Geschichte voran. Für seine Leistungen um die Geschichte Bayerns wurde ihm 1987 der Bayerische Verdienstorden verliehen.
Zu seinen Doktoranden gehörten Peter Herde (1958), Waldemar Schlögl (1961), Alfred Gawlik (1966), Horst Enzensberger (1968/69), Joachim Wild (1969), Alois Schütz (1970), Karl-Ernst Lupprian (1974/75) und Johannes Wetzel (1976). Peter Herde (1965) und Waldemar Schlögl (1975) habilitierten sich auch bei ihm.

## Schriften (Auswahl)
- Die Cancellaria in Metz. Eine Kanzlei- und Schreibschule um die Wende des 12. Jahrhunderts. Diplomatische Beziehungen um Mittel- und Niederrhein und zum französischen Westen. Diesterweg, Frankfurt am Main 1940 (= Schriften des Wissenschaftlichen Instituts der Elsaß-Lothringer im Reich an der Universität Frankfurt, Neue Folge, Nr. 25).
- Die Traditionen des Klosters Tegernsee 1003–1242. Beck, München 1952 (= Quellen und Erörterungen zur Bayerischen Geschichte, Neue Folge, Bd. 9,1) (zugleich: Habilitationsschrift).
- Mainzer Urkundenbuch. Band 2: Die Urkunden seit dem Tode Erzbischof Adalberts I. (1137) bis zum Tode Erzbischof Konrads (1200). 2 Teile, Hessische Historische Kommission, Darmstadt 1968 und 1971 (= Arbeiten der Hessischen Kommission Darmstadt. Mainzer Urkundenbuch. Bd. 2).
- als Herausgeber: Regesten Kaiser Ludwigs des Bayern (1314–1347) nach Archiven und Bibliotheken geordnet. Böhlau, Köln Weimar und Wien.
  - Johannes Wetzel (Bearbeiter): Heft 1: Die Urkunden aus den Archiven und Bibliotheken Württembergs. 1991, ISBN 3-412-07990-1.
  - Johannes Wetzel (Bearbeiter): Heft 2: Die Urkunden aus den Archiven und Bibliotheken Badens. 1994, ISBN 3-412-03593-9.
  - Michael Menzel (Bearbeiter): Heft 3: Die Urkunden aus Kloster- und Stiftsarchiven im Bayerischen Hauptstaatsarchiv und in der bayerischen Staatsbibliothek. 1996, ISBN 3-412-13294-2.
  - Johannes Wetzel (Bearbeiter): Heft 4: Die Urkunden aus den Archiven und Bibliotheken des Elsasses. 1998, ISBN 3-412-09297-5.
  - Michael Menzel (Bearbeiter): Heft 5: Die Urkunden aus den Archiven und Bibliotheken im Regierungsbezirk Schwaben (Bayern). 1998, ISBN 3-412-09398-X.
  - Johannes Wetzel (Bearbeiter): Heft 6: Die Urkunden aus den Archiven und Bibliotheken der Schweiz. 2000, ISBN 3-412-09500-1.
  - Michael Menzel (Bearbeiter): Heft 7: Die Urkunden aus den Archiven und Bibliotheken Ober- und Niederbayerns. 2004, ISBN 3-412-13603-4.
- als Herausgeber: Münchener Historische Studien. Abteilung Geschichtliche Hilfswissenschaft. Band 1–14 und 16–22, 1961–1987
- als Schriftleiter: Quellen und Erörterungen zur bayerischen Geschichte. Band 10–43, 1953–1999.